# جايسون كاسترو (لاعب كرة قاعدة)
جايسون كاسترو (بالإنجليزية: Jason Castro)‏ هو لاعب كرة قاعدة أمريكي، ولد في 18 يونيو 1987 في Castro Valley, California ‏ في الولايات المتحدة.

## وصلات خارجية
- جايسون كاسترو على موقع دوري كرة القاعدة الرئيسي (الإنجليزية)
- جايسون كاسترو على موقعبيزبول رفرنس.كوم (الدوري الرئيسي) (الإنجليزية)
- جايسون كاسترو على موقعبيزبول رفرنس.كوم (الدوري الثانوي) (الإنجليزية)
- جايسون كاسترو على موقع إي إس بي إن.كوم (أم.أل.بي) (الإنجليزية)
- جايسون كاسترو على موقع مشجعي الرسوم البيانية (الإنجليزية)